# Blackhawk-Camino Tassajara
Blackhawk-Camino Tassajara is een plaats in Contra Costa County in Californië in de VS.

## Geografie
De totale oppervlakte bedraagt 24,2 km² (9,3 mijl²) waarvan slechts 0,21% water is.

## Demografie
Volgens de census van 2000 bedroeg de bevolkingsdichtheid 416,7/km² (1078,9/mijl²) en bedroeg het totale bevolkingsaantal 10.048 dat bestond uit:
- 77,10% blanken
- 2,31% zwarten of Afrikaanse Amerikanen
- 0,18% inheemse Amerikanen
- 16,78% Aziaten
- 0,14% mensen afkomstig van eilanden in de Grote Oceaan
- 0,75% andere
- 2,75% twee of meer rassen
- 3,89% Spaans of Latino

Er waren 3326 gezinnen en 3010 families in Blackhawk-Camino Tassajara. De gemiddelde gezinsgrootte bedroeg 3,01.

## Plaatsen in de nabije omgeving
De onderstaande figuur toont nabijgelegen plaatsen in een straal van 16 km rond Blackhawk-Camino Tassajara.